# Aldebrő, Heves
Aldebrő  este un sat în districtul Füzesabony, județul Heves, Ungaria, având o populație de 720 de locuitori (2011). 

## Demografie
Componența etnică a satului Aldebrő
     Maghiari (86,51%)
     Germani (12,34%)
     Români (1,15%)
Componența confesională a satului Aldebrő
     Romano-catolici (51,39%)
     Fără religie (7,78%)
     Reformați (5,83%)
     Atei (1,25%)
     Necunoscută (33,33%)
     Greco-catolici (0,42%)
     Alte religii (1,25%)
Conform recensământului din 2011, satul Aldebrő avea 720 de locuitori. Din punct de vedere etnic, majoritatea locuitorilor (86,51%) erau maghiari, existând și minorități de germani (12,34%) și români (1,15%).  Din punct de vedere confesional, majoritatea locuitorilor (51,39%) erau romano-catolici, existând și minorități de persoane fără religie (7,78%), reformați (5,83%) și atei (1,25%). Pentru 33,33% din locuitori nu este cunoscută apartenența confesională.